# Ян Самійлович Огінський

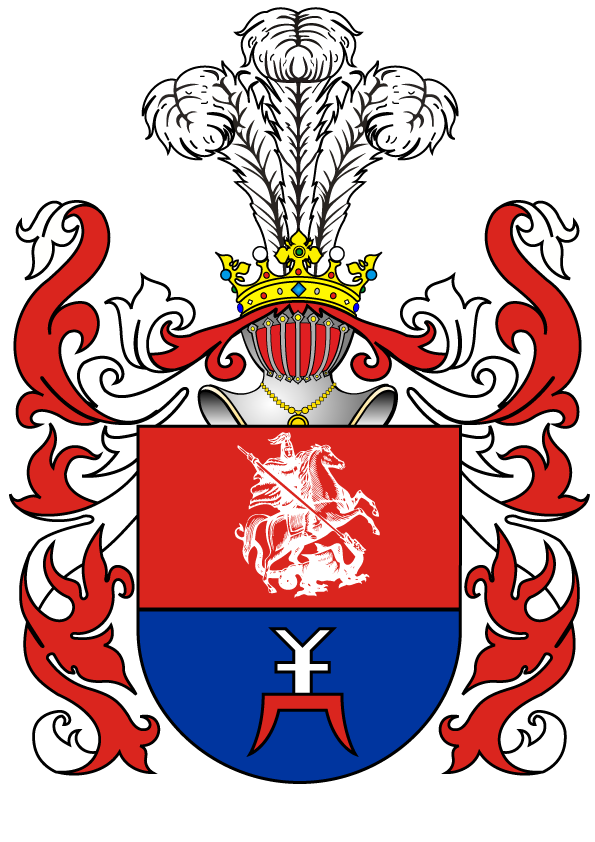
Герб Огінських

Ян Самійлович Огінський (Ян Я́цек; пол. Jan Samuelowicz або пол. Jan Jacek Ogiński; біля 1625 — 24 лютого 1684) — державний діяч Великого князівства Литовського, волковиський хорунжий з 1650 року, маршалок з 1657 р. підвоєвода віленський в 1661—1665 писар польний литовський в 1669—1672 воєвода мстиславський в 1672—1682, полоцький з 1682 року, одночасно польний гетьман литовський (з 1683).

## Біографія
Представник князівського роду Огінських. Батько: тіун троцький Самійло Лев Огінський (бл. 1595—1657) матір: Софія Білевич (пом. 1644).
Учасник московсько-польської війни 1654—1667 років. У 1655 році перейшов на бік царя Олексія Михайловича, але вже в наступному році знову був у війську Великого князівства Литовського. Учасник битв зі шведськими та московськими військами. У 1675 році воював із кримськими татарами. У 1683 році брав участь в битві проти турків під Віднем.
За рахунок вдалого переходу від одного магнатського угруповання до іншого отримав великі земельні володіння. Володів маєтками Огінти, Микулин, Бакшт, Кропив'янка і іншими.
У 1654 році був обраний депутатом Трибуналу Литовського, в 1658, 1567 і 1568 роках обирався послом на Сейм Речі Посполитої.
У 1645 році одружився з Ганною Семашко, від якої мав синів Миколу Франтішека, Григорія Антонія, Льва Казимира і трьох дочок. У 1660 році одружився вдруге з Іоанною Теодорою Нарушевич, від якої мав синів Олександра Казимира Домініка і Марциана Антонія.